# Гранат (плід)

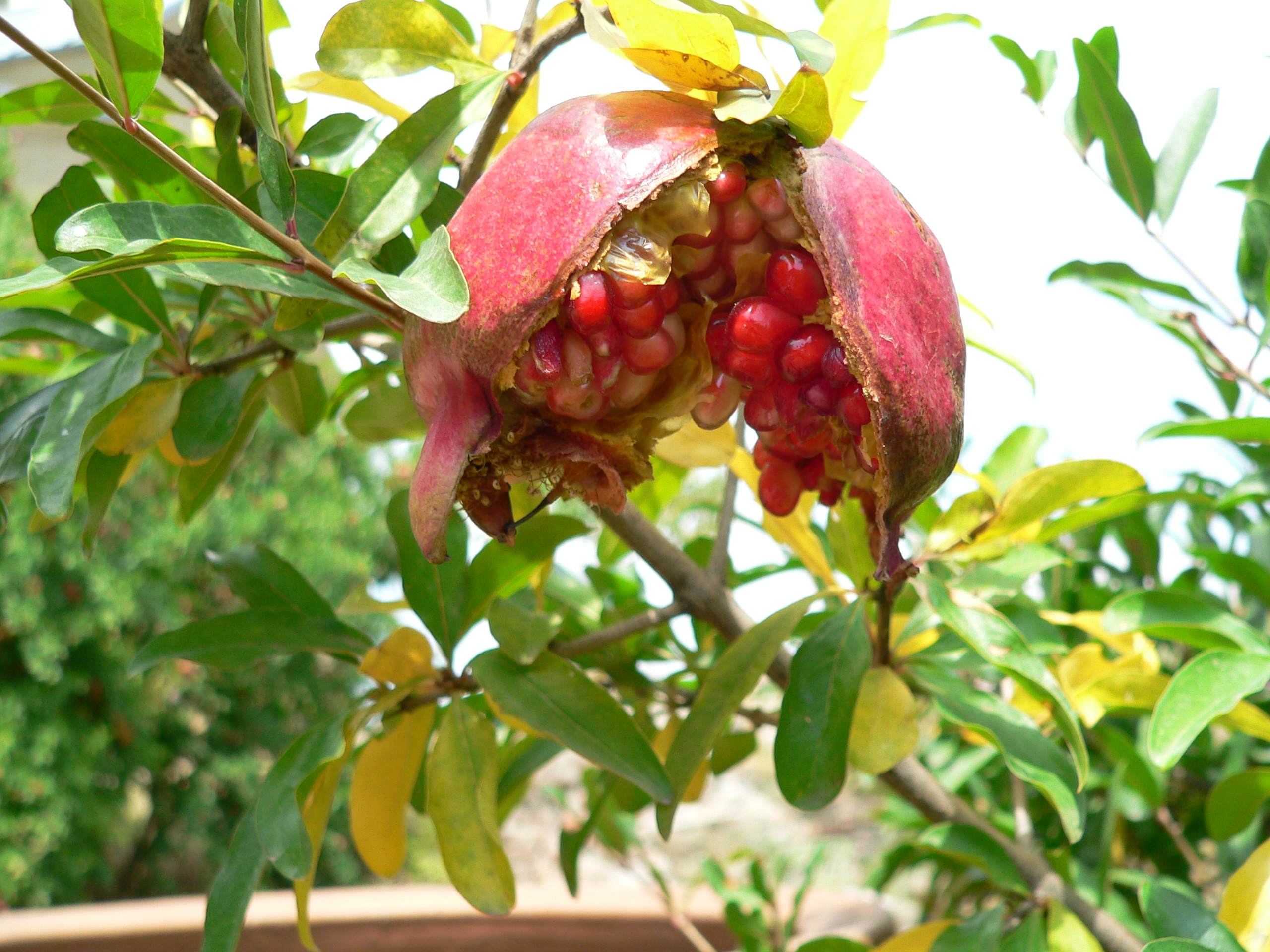
Плід гранатового дерева

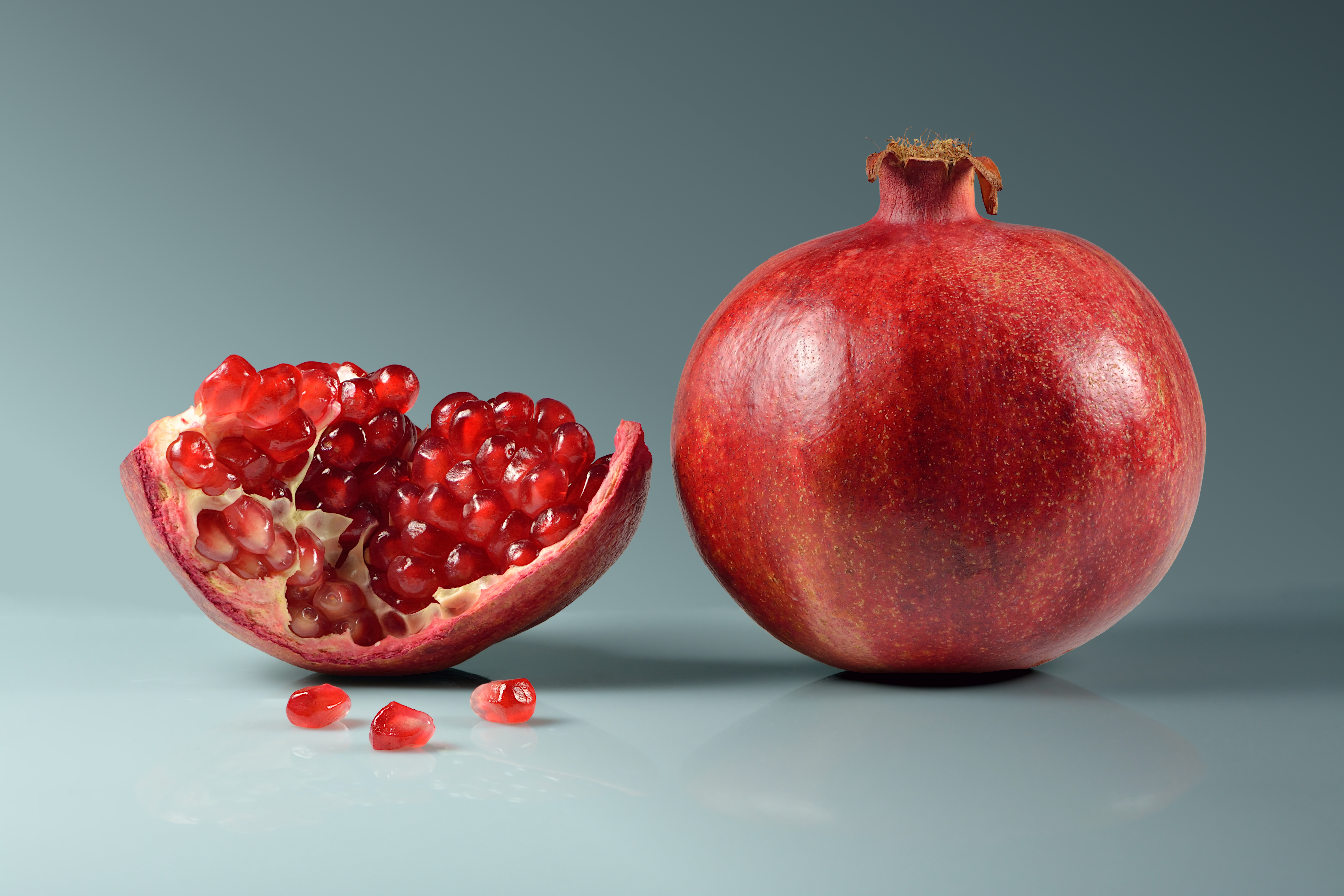
Плід граната

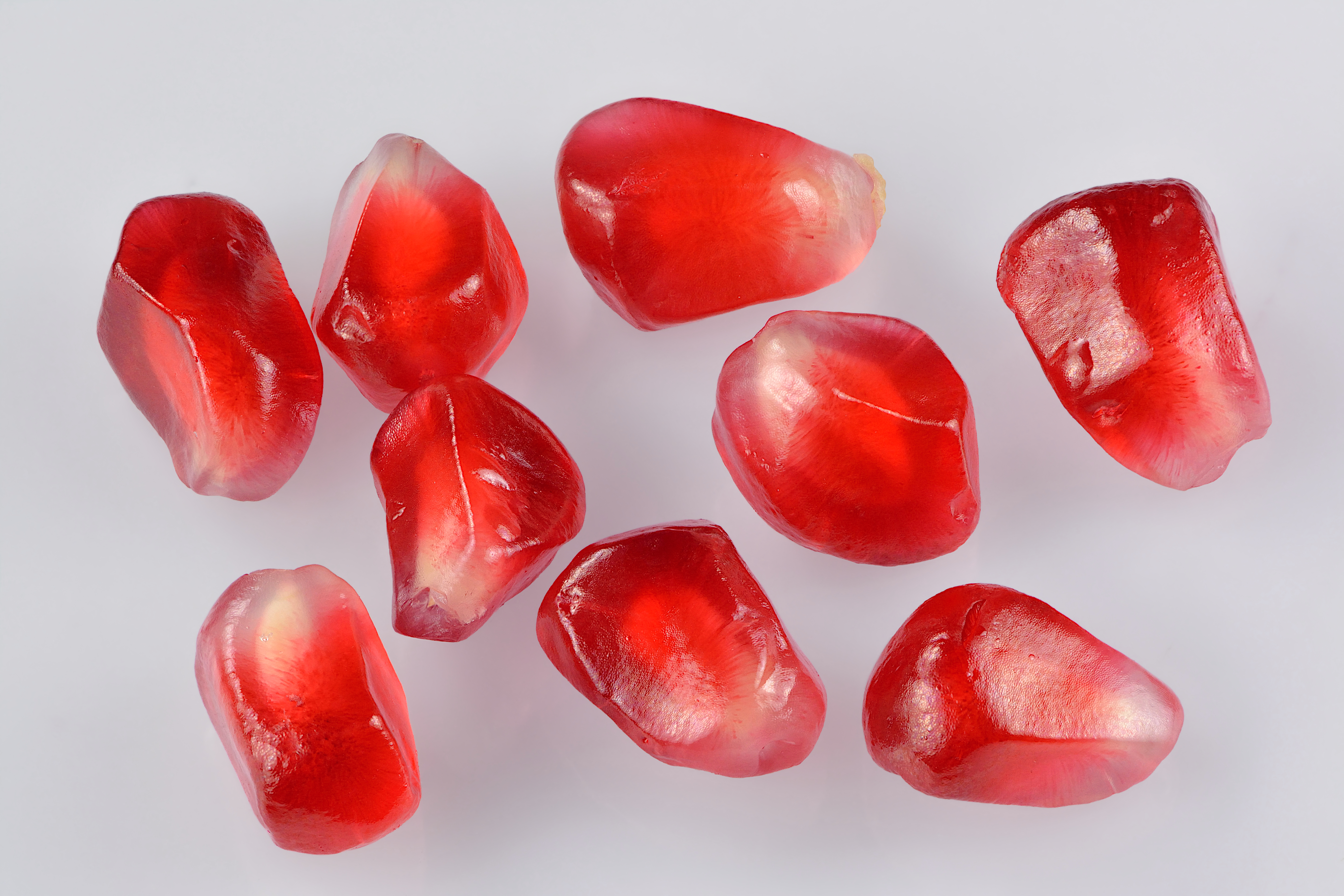
Насіння граната

Грана́т (лат. Balaūsta) — плід, характерний для представників роду гранат (Punica). Українська назва походить від лат. «pomum granatum» — «зернове яблуко», далі з granum «зерно», від праіндоєврейської Gre-no — «зерно». Наукова латинська назва — від лат. balaustĭum, далі з грец. βαλαύστιον «плід граната». Гранат є плодом гранатового дерева.

## Опис
Деякі класифікації визначають гранат як нижню синкарпнійську коробочку. Гранат з щільним шкірястим околоплодником (перикарпієм), неправильно розтріскується при дозріванні. Колір шкірки варіюється від оранжево-жовтого до буро-червоного. Окремі плоди деяких сортів досягають 15-18 см в діаметрі. Насіння численне, до 1000—1200 і більш в одному плоді, знаходяться в 6-12 камерах або гніздах, розташованих в двох ярусах. Кожне насіння оточене соковитим їстівним покровом. Серединка щільно заповнена насінням, шкірка є дуже соковитою, яка також є їстівною частиною граната